# V1079 Tauri
V1079 Tauri eller LkCa 15, är en ensam stjärna belägen i den mellersta delen av stjärnbilden Oxen. Den har en skenbar magnitud av ca 11,9 och kräver ett teleskop för att kunna observeras. Baserat på parallax enligt Gaia Data Release 3 på ca 6,36 mas, beräknas den befinna sig på ett avstånd på ca 513 ljusår (157 parsek) från solen. Den rör sig bort från solen med en heliocentrisk radialhastighet på ca 18 km/s.

## Egenskaper

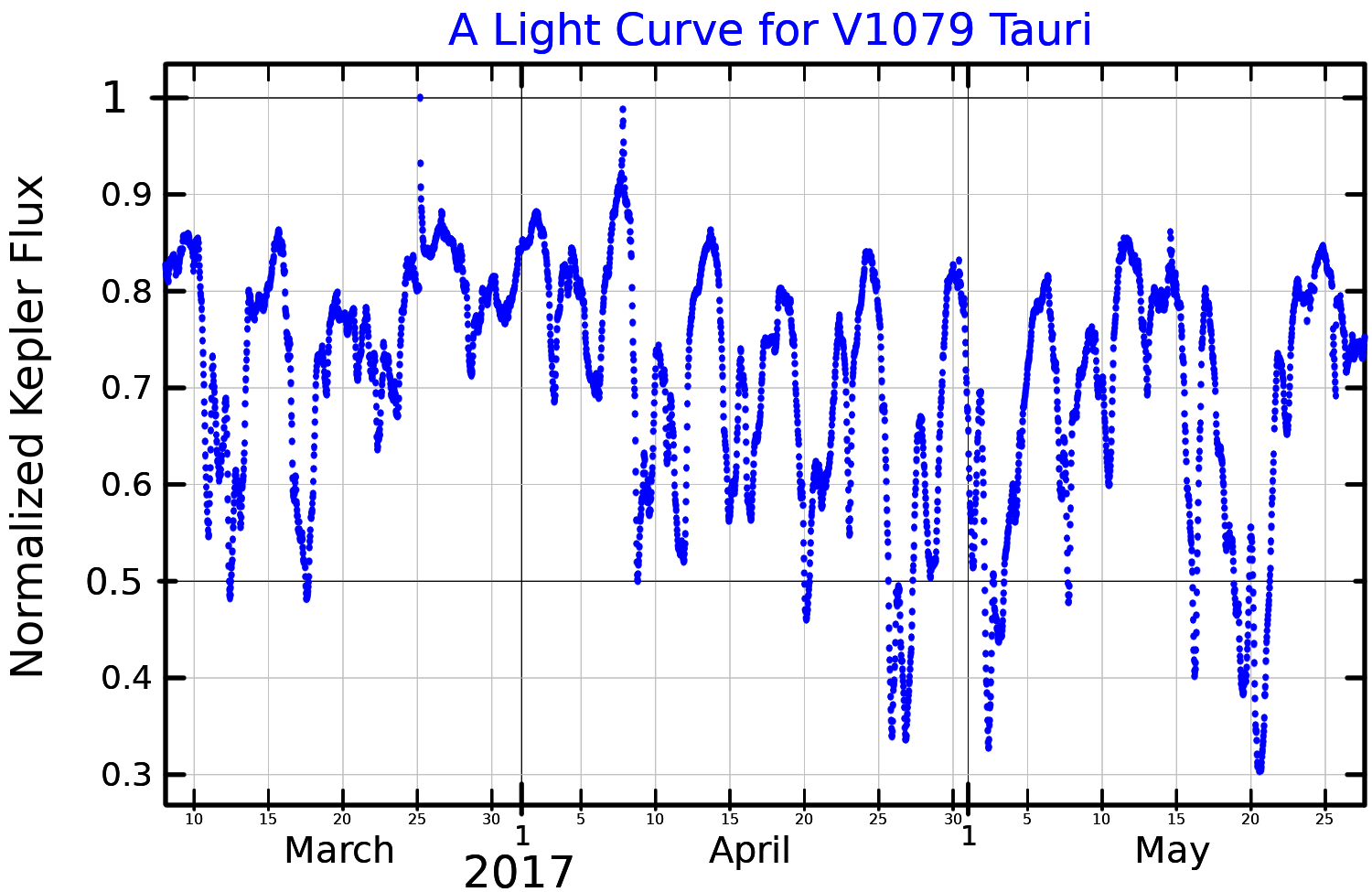
Ljuskurva för V1079 Tauri, plottad från Alencar et al. (2018).

V1079 Tauri är en orange till gul stjärna i huvudserien av spektralklass K5 V. Den har en massa som är lika med ca 0,97 solmassa, en radie som är ca 1,2 solradie och utsänder energi från dess fotosfär motsvarande ca 1,2 gånger solen vid en effektiv temperatur av ca 4 700 K. Stjärnan är en T Tauri-stjärna i Oxens molekylmoln. Denna typ av stjärnor är relativt unga stjärnor från före huvudserien som visar oregelbundna variationer i ljusstyrka.

## Planetsystem

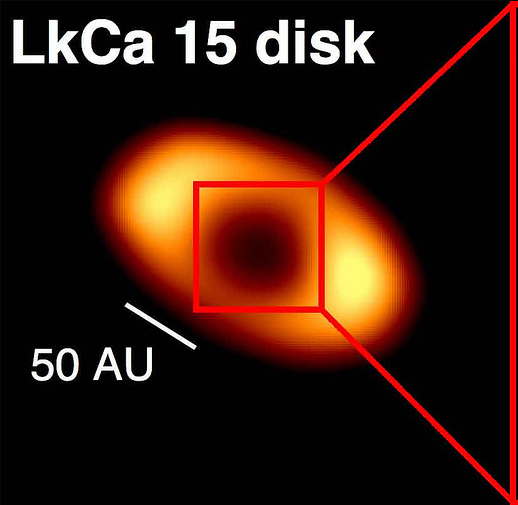
Protoplanetarisk skiva kring LkCa 15.

V1079 Tauri är omgiven av en protoplanetarisk skiva, typisk för många T Tauri-stjärnor, som har en massa av cirka 55 jupitermassor, och består av tre stora bälten (komponenter). Små förändringar i den observerade ljusstyrkan hos skivan kan bero på en planetarisk följeslagare. Stjärnan troddes ha ett protoplanetärt objekt eller exoplanet som kretsar runt den, känd som LkCa 15 b Detta namn härrör från en äldre undersökning. Senare misstänktes förekomsten av upp till tre planeter. Planeternas existens vederlades 2019 när bildbehandling med högre upplösning blev tillgänglig. Den protoplanetära skivans tre komponenter breder ut sig på ett avstånd av 0,12-3 AE, 20-40 AE och 55-160 AE från stjärnan och har en lutning av ca 50° mot ekvatorialplanet.